# Cédric Si Mohamed
Cédric Si Mohamed, oft auch nur Cédric genannt (arabisch سدريك سي محمد, DMG Sidrīk Sī Muḥammad; * 9. Januar 1985 in Roanne), ist ein algerisch-französischer Fußballspieler, der aktuell bei FC Saint-Cyr Collonges au Mont d’Or als Torwart unter Vertrag steh. Er war in der algerischen Nationalmannschaft aktiv.

## Sportlicher Werdegang

### Vereinskarriere
Cédric wurde als Sohn eines Algeriers und einer Französin in Roanne im Département Loire geboren, wo er bei AS Châtenoy-le-Royal das Fußballspielen begann. Mit zwölf Jahren wechselte er zum FC Gueugnon und durchlief dort die Jugendmannschaften. Zur Saison 2004/05 rückte er in den Profikader des in der Ligue 2 spielenden Vereins auf, wo zeitgleich auch der aktuelle Kapitän des algerischen Nationalteams Madjid Bougherra aktiv war. Trotz des Umstandes, dass er vornehmlich in der Reservemannschaft des Vereins zu Spielzeiten kam, fungierte er gegen Ende der Saison als Ersatztorwart.
Im darauffolgenden Sommer wechselte er in die vierte französische Division, dem CFA, zu AS Yzeure. Dort konnte er sich erstmals als Stammtorhüter durchsetzen. Trotzdem wechselte er bereits in der nächsten Saison zum Liga-Rivalen Jura Sud Football, der von Diego Garzitto trainiert wurde, auf den er in seiner späteren Zeit bei CS Constantine wieder treffen sollte. In der Saison 2007/08 wurde er schließlich vom viertklassigen Vesoul HSF verpflichtet, wo er sich ebenfalls in der Startelf behaupten konnte. Seine bisher letzte Station in Frankreich folgte zur Spielzeit 2008/09, als er sich dem FC Montceau anschloss.
Im Alter von 25 Jahren unterschrieb Si Mohamed seinen ersten Profi-Vertrag, als er im Juni 2009 vom algerischen Erstligisten JSM Bejaïa verpflichtet wurde. Mit den Bejaouis konnte er in der Saison 2010/11 und 2011/12 jeweils Vize-Meister werden, weshalb er auch in der CAF Champions League aktiv war.
Zu Beginn der Saison 2013/14 entschloss er sich zu einem Wechsel zu CS Constantine, wo er einen Zwei-Jahres-Vertrag unterschrieb.

### Nationalmannschaft
Ähnlich wie viele andere herausragende Spieler der algerischen Liga wurde er seit 2009 regelmäßig in das Aufgebot der algerischen Lokal-Nationalmannschaft berufen. Sein einziges B-Länderspiel absolvierte er dabei im März 2010 beim 4:0-Sieg über Liechtenstein, ehe das lokale Nationalteam im Sommer 2013 aufgelöst wurde.
Im Mai 2012 wurde er zum ersten Mal in den Kader der algerischen A-Nationalmannschaft berufen, wo er am 26. Mai im Freundschaftsspiel gegen den Niger zu seinem bisher einzigen Länderspiel-Einsatz kam.
Seitdem ständig in die Nationalmannschaft berufen, fungierte er beim Afrika-Cup 2013 als dritter Torwart.
Nachdem er im Mai 2014 in den vorläufigen Kader für die Fußballweltmeisterschaft 2014 in Brasilien berufen worden war, konnte er sich auch gegen seinen direkten Konkurrenten Azzedine Doukha durchsetzen, so dass er in der Folge zum finalen Aufgebot der Fennecs bei diesem Turnier gehörte.

## Erfolge
- Algerischer Vize-Meister: 2011, 2012